# Боротьба з тероризмом
Боротьба з тероризмом — діяльність щодо запобігання, виявлення, припинення, мінімізації наслідків терористичної
діяльності.

## В Україні
Згідно із законодавством України, терористичною визнається діяльність, яка охоплює:
- планування, організацію, підготовку та реалізацію терористичних актів;
- підбурювання до вчинення терористичних актів, насильства над фізичними особами або організаціями, знищення матеріальних об'єктів у терористичних цілях;
- організацію незаконних збройних формувань, злочинних груп або злочинних організацій, організованих злочинних груп для вчинення терористичних актів, а також участь у таких актах;
- вербування, озброєння, підготовку та використання терористів;
- пропагування та поширення ідеології тероризму;
- фінансування завідомо терористичних груп (організацій) та інше сприяння їм.

5 березня 2019 року, Президент України затвердив "Концепцію боротьби з тероризмом в Україні".

## У світі
У 1999 р. була прийнята Міжнародна конвенція про боротьбу з фінансуванням тероризму. Згідно зі ст. 8 Конвенції «кожна держава застосовує для цілей можливої конфіскації відповідно до принципів внутрішнього права заходи для того, щоб визначити, виявити, заблокувати або арештувати будь-які кошти, що використовуються або виділені з метою вчинення злочинів, які входять у сферу дії Конвенції, а також кошти, отримані в результаті таких злочинів.
Кожна відповідна держава-учасниця може розглянути питання про укладення угод про розподіл з іншими державами на регулярній основі або у кожному конкретному випадку коштів, отриманих у результаті конфіскації, а також розглядає можливість створення механізмів, за допомогою яких кошти, отримані в результаті конфіскацій, використовувалися б для виплати компенсацій постраждалим від злочинів або членам їх сімей».
У рамках Конвенції були розроблені практичні заходи зі створення ефективної системи контролю за фінансовими потоками як на міжнародному, так і на внутрішньодержавному рівнях. Про пріоритетність такого напряму міжнародного співробітництва у боротьбі з тероризмом свідчить "Резолюція 1373", яка була прийнята Радою Безпеки ООН 28 вересня 2001 р. на 4385-му засіданні, яка серед основних заходів протидії тероризму визначила спільні дії з ліквідації його фінансових потоків. У ній зазначається, що «всі держави мають:
а) попереджати [запобігати] та зупиняти фінансування терористичних актів;
б) ввести кримінальну відповідальність за умисне передання або збирання коштів будь-якими методами, прямо або опосередковано, їх громадянами або на їх території для використання (або з наміром використання) на вчинення терористичних актів;
в) негайно заблокувати кошти та інші фінансові активи або економічні ресурси осіб, які вчиняють або намагаються вчинити терористичні акти, або беруть участь у вчиненні терористичних актів, або сприяють їх вчиненню; організацій, які прямо чи опосередковано перебувають у власності або під контролем таких осіб, а також осіб і організацій, що діють від імені чи за наказом таких осіб і організацій, включаючи кошти, отримані або набуті за допомогою власності, що прямо чи опосередковано перебувають у власності або під контролем таких осіб і пов'язаних з ними осіб та організацій;
г) заборонити своїм громадянам або будь-яким особам та організаціям на своїй території надання будь-яких коштів, фінансових активів, економічних ресурсів або фінансових та інших відповідних послуг, прямо чи опосередковано, для використання в інтересах осіб, які вчиняють або намагаються вчинити терористичні акти, або беруть участь у вчиненні терористичних актів, або сприяють їх вчиненню; організацій, що прямо або опосередковано перебувають у власності або під контролем таких осіб, а також осіб і організацій, що діють від імені або за наказом таких осіб».